# India ai Giochi della XVII Olimpiade
L'India partecipò ai Giochi della XVII Olimpiade che si sono svolti a Roma dal 25 agosto all'11 settembre 1960, con una delegazione di 45 atleti impegnati in sei discipline per un totale di 20 competizioni.
Dopo aver conquistato 6 titoli olimpici consecutivi nell'hockey su prato, in questa edizione la squadra indiana dovette accontentarsi della medaglia d'argento dopo essere stata sconfitta in finale dal Pakistan.

## Medaglie
| Medaglia | Nome | Sport           | Evento          |
| -------- | --- | --------------- | --------------- |
| Argento  | Joseph Antic Kulwant Arora Leslie Claudius Jaman Lal Sharma Mohinder Lal Shankar Lakshman John Peter Govind Sawant Raghbir Singh Bhola Udham Singh Charanjit Singh Jaswant Singh Joginder Singh Prithipal Singh | Hockey su prato | Torneo maschile |

## Risultati

### Calcio
| Atleta | Classifica |                  |
| --- | --- | ---------------- |
| V · D · M Nazionale olimpica indiana · Calcio ai Giochi Olimpici Estivi 1960 P Narayan · P Thangaraj · D Chandrasekhar · D Dhillon · D Ghosh · D Latif · C Chhettri · C Franco · C Kempaiah · C Khan · C Lahiri · A Balaram · A Banerjee · A Devdas · A Goswami · A Hakim · A Hamid · A Kannan · A Sunder Raj · CT : Sayed | 13° |                  |
| Nazionale olimpica indiana · Calcio ai Giochi Olimpici Estivi 1960 | |                  |
| P Narayan · P Thangaraj · D Chandrasekhar · D Dhillon · D Ghosh · D Latif · C Chhettri · C Franco · C Kempaiah · C Khan · C Lahiri · A Balaram · A Banerjee · A Devdas · A Goswami · A Hakim · A Hamid · A Kannan · A Sunder Raj · CT: Sayed                                                                               | P Narayan · P Thangaraj · D Chandrasekhar · D Dhillon · D Ghosh · D Latif · C Chhettri · C Franco · C Kempaiah · C Khan · C Lahiri · A Balaram · A Banerjee · A Devdas · A Goswami · A Hakim · A Hamid · A Kannan · A Sunder Raj · CT: Sayed | India (bandiera) |